# Harder to Breathe
"Harder to Breathe" foi o primeiro single do álbum de estréia do Maroon 5, Songs About Jane. Lançado em 2003, o single alcançou a posição #18 nos EUA e a #13 no Reino Unido.
De acordo com uma entrevista de uma revista, a canção descreve a frustração da banda com a gravadora responsável pelo álbum. A banda pensou que eles tinham material suficiente para o lançamento, mas quando a gravadora lhes disse para continuarem compondo, Adam Levine escreveu esta canção frustrado com a pressão.
Vocais: Adam Levine 
Backing-vocal: Ryan Dusick

## Faixas
CD Single
1. Harder to Breathe (Versão do Álbum)
2. Ragdoll
3. Secret

## Videoclipe
O clipe estreou na MTV americana dia 28 de março de 2003.
O mesmo é centrado na banda tocando numa espécie de casa/fábrica escura. No andamento do vídeo, objetos como dardos, fotos, velas e até membros da banda aparecem e desaparecem continuamente.

## Desempenho nas Paradas
| Paradas (2003/2004)                             | Melhor Posição |
| ----------------------------------------------- | -------------- |
| Alemanha - Top 100                              | 79             |
| Austrália - ARIA Parada de Singles              | 37             |
| Estados Unidos Billboard Hot 100                | 18             |
| Estados Unidos Billboard Hot Digital Tracks     | 6              |
| Estados Unidos Billboard Hot Modern Rock Tracks | 31             |
| Europa - EURO 200                               | 47             |
| Irlanda Parada de Singles                       | 34             |
| Itália Parada de Singles                        | 28             |
| Nova Zelândia - RIANZ Parada de Singles         | 33             |
| Polónia - Parada de Singles                     | 2              |
| Reino Unido - UK Singles Chart                  | 13             |
| Suécia Top 60                                   | 54             |